# Yago
 (срп. Јаго) мексичка је теленовела, продукцијске куће Телевиса, снимана 2016.

## Синопсис
Омар Гереро је добродушан младић, припадник средње класе који проводи дане у кварту заједно са нераздвојним пријатељима Абелом и Лусиом. Његова судбина мења се из корена када упозна Сару, прелепу девојку у коју се безнадежно заљубљује.
Сара живи са оцем Дамјаном и болешљивом сестром Амбар. Иако делују као складна породица, истина је да је Дамјан бескрупулозан човек који је одувек користио Сару да превари људе и украде им новац.
Он жели да опљачка казино, али не може то сам да учини због чега ангажује Абела и Лусија да му буду саучесници. Лусио смишља паклени план, Абел треба да га спроведе у дело, Сара је задужена да шармира жртву. А жртва је нико други него Омар. Међутим, Сара схвата да је заљубљена у Омара и жели да одустане од читаве операције, али отац успева да је натера да се предомисли користећи њену слабу тачку: сестрину болест.
Након што је план спроведен у дело, Омар је уз лажне доказе окривљен за пљачку и убиство. Сара на суђењу сведочи против њега, те је он осуђен на 50 година затвора.
Једанаест година касније, сви мисле да је Омар настрадао у пожару који је избио у затвору. Међутим, он је захваљујући свом савезнику, старом мафијашу Фиделу Јамполском, успео да се извуче. Добио је ново лице и нови идентитет. Омар је постао Јаго и враћа се да наплати рачуне из прошлости — спреман је да се сретне са онима који су га издали. Међутим, чим се поново нађе у Сарином друштву, схвата да није престао да је воли, због чега се налази на раскрсници и мора да изабере хоће ли кренути путем љубави или стазом освете.

## Глумачка постава

### Главне улоге
| Глумац:               | Улога:         |
| --------------------- | -------------- |
| Иван Санчез           | Омар Јаго Виља |
| Габријела де ла Гарса | Сара Мадригал  |
| Флавио Медина         | Лусио Саркис   |
| Пабло Валентин        | Абел Крусес    |

### Споредне улоге
| Глумац:                | Улога:          |
| ---------------------- | --------------- |
| Франсиско Пизања       | Омар Гереро     |
| Химена Ромо            | Амбар Мадригал  |
| Софи Александер        | Катја           |
| Роса Марија Бијанки    | Мелина          |
| Мануел Охеда           | Дамјан Мадригал |
| Адријан Алонсо         | Бруно Гереро    |
| Хаде Фрасер            | Хулија          |
| Марио Зарагоса         | Камило Мичел    |
| Карина Хиди            | Селма           |
| Рикардо Легисамо       | Тео             |
| Патрисио Кастиљо       | Фидел Јамполски |
| Хуан Карлос Коломбо    | Хонас Гереро    |
| Фернанда Арозкета      | Алехандра       |
| Касандра Санчез Наваро |                 |
| Енок Леањо             |                 |